# Igor Wladimirowitsch Pawlow
Igor Wladimirowitsch Pawlow (russisch Игорь Владимирович Павлов, engl. Transkription Igor Pavlov; * 18. Juli 1979 in Moskau) ist ein russischer Stabhochspringer.
2003 gewann er Silber bei der Universiade und 2004 Gold bei den Hallenweltmeisterschaften in Budapest. 2005 wurde er Hallen-Europameister.
Bei den Olympischen Spielen 2004 in Athen, bei den Weltmeisterschaften 2005 in Helsinki und bei den Weltmeisterschaften 2007 in Osaka erreichte er jeweils den vierten Platz. In Osaka verbesserte er seinen persönlichen Rekord auf 5,81 Meter.
Igor Pawlow hat bei einer Größe von 1,87 m ein Wettkampfgewicht von 78 kg.